# Makhlouf Gahlam
Makhlouf Gahlam, né le 13 mars 1924 à Fort-National (actuellement Larbaâ Nath Irathen en Algérie) et décédé le 28 mars 1971 à Paris, est un homme politique français.